# Касина де' Пеки
Касѝна де' Пѐки (на италиански: Cassina de' Pecchi, на западноломбардски: Casina dè Pèch, Казина де Пек) е град и община в Северна Италия, провинция Милано, регион Ломбардия. Разположен е на 130 m надморска височина. Населението на общината е 13 344 души (към 2013 г.).